# Преторийский университет
Преторийский университет, или Университет Претории (UP) (африкаанс Universiteit van Pretoria, англ. University of Pretoria, венда Yunivesithi ya Pretoria) — государственный университет в южноафриканском городе Претория.
Число студентов в Преторийском университете составляет 38 934 человека, количество научных сотрудников — более 3600 (на 2008 год). Преподавание ведётся на различных языках народов Южной Африки.

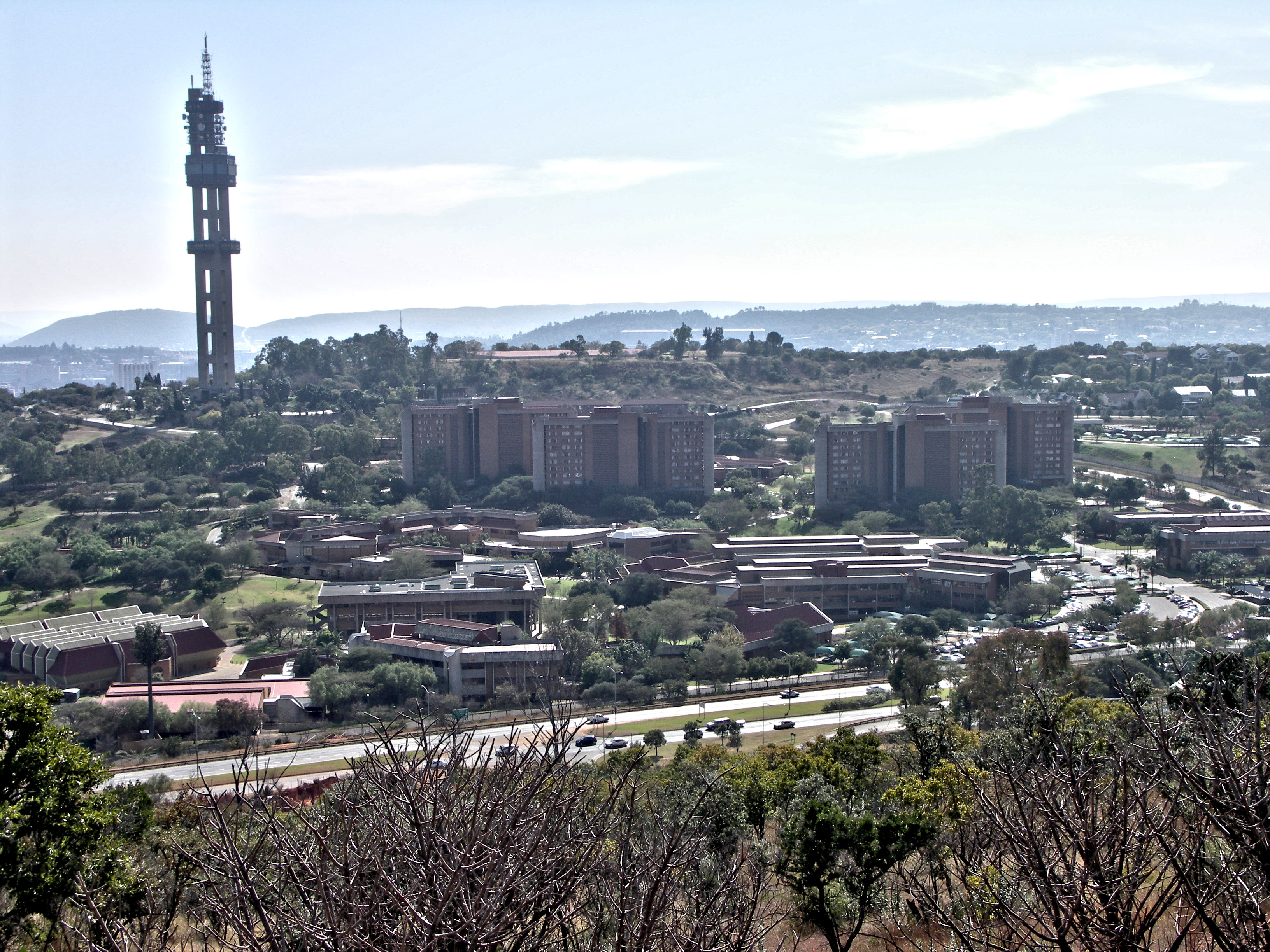
Вид на Университет с высоты

Университет был основан как Высшая школа в 1908 году с преподаванием на языке африкаанс. В год основания здесь обучались 32 студента, преподавали 4 профессора и 3 педагога. В 1930 году Высшая школа получает статус университета. 
С 1994 года в Преторийском университете обучение ведётся на различных языках, в том числе и чернокожего населения ЮАР. Процент женщин среди студентов высок, и превышает 50 %. Учебные корпуса университета разбросаны по большой территории как в самой Претории, так и в её окрестностях.
Университет обладает амфитеатром на 3000 мест и аулой на 120 мест, где устраиваются театральные представления и концерты; ботаническим садом. Музейные коллекции охватывают историю и культуру народов Южной Африки начиная с бронзового века. Здесь также богатейшие собрания предметов быта голландских переселенцев XVII—XVIII столетий. В картинной галерее университета представлены как работы южноафрикански художников, так и таких мастеров живописи и скульптуры, как Рембрандт ван Рейн, Марк Шагал, Макс Пехштейн, Георг Грос, Кете Кольвиц, Отто Мюллера, Томаса Бентона, и других. Здесь хранится крупнейшая в ЮАР коллекция старинной китайской керамики.

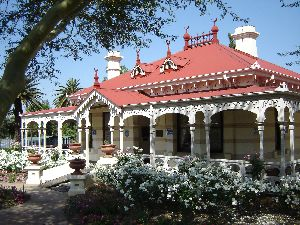
Старейший из корпусов Университета

В университете преподавание ведётся на девяти факультетах:
- промышленного производства
- воспитательных дисциплин
- гуманитарных наук
- инженерных наук
- медицинском
- естественных наук
- юридическом
- теологическом
- ветеринарной медицины

## Известные выпускники и учащиеся
См. Категория:Выпускники Преторийского университета